# 라쿤산 양수발전소
라쿤산 양수 발전소(영어: Raccoon Mountain Pumped-Storage Plant)는 미국 테네시주 채터누가 서쪽에 위치한 매리언 카운티에 있는 양수 수력 지하 발전소이다.
이 시설은 테네시강 유역 개발 공사가 소유하고 운영하고 있으며, 1970년에 공사가 시작되어 1978년에 완공되었다
라쿤산 기슭에 있는 테네시강 니카잭 저수지에서 산 꼭대기에 건설된 저장 저수지로 물이 퍼올려진다. 산 정상에 있는 저수지의 면적은 528 에이커 (214 ha) 에 달하며, 높이는 230 피트 (70 m), 길이 5,800 피트 (1,800 m)으로, 테네시강 유역 공사가 바위로 건설한 가장 거대한 댐으로, 상부 저수지를 채우는 데 28시간이 걸린다. 전력 수요가 높은 기간에는 산 중앙을 뚫은 터널을 통해 저수지에서 물을 방출하여 지하 수력 발전소의 발전기를 구동할 수 있다. 최대 전력 출력은 1,652 메가와트 (2,215,000 hp)로 최대 22시간 동안 생성할 수 있다. 이 발전소는 대부분 시간 동안 가동되고 있으며, 테네시강 유역 개발 공사 발전 시스템의 최대 전력 생산 및 그리드 밸런싱을 위한 중요한 요소 역할을 한다.
2012년 3월 발전기 회전자 균열로 인해 발전소가 가동되지 않았으며, 2014년 4월에 다시 완전히 가동되었다

시설의 다이어그램

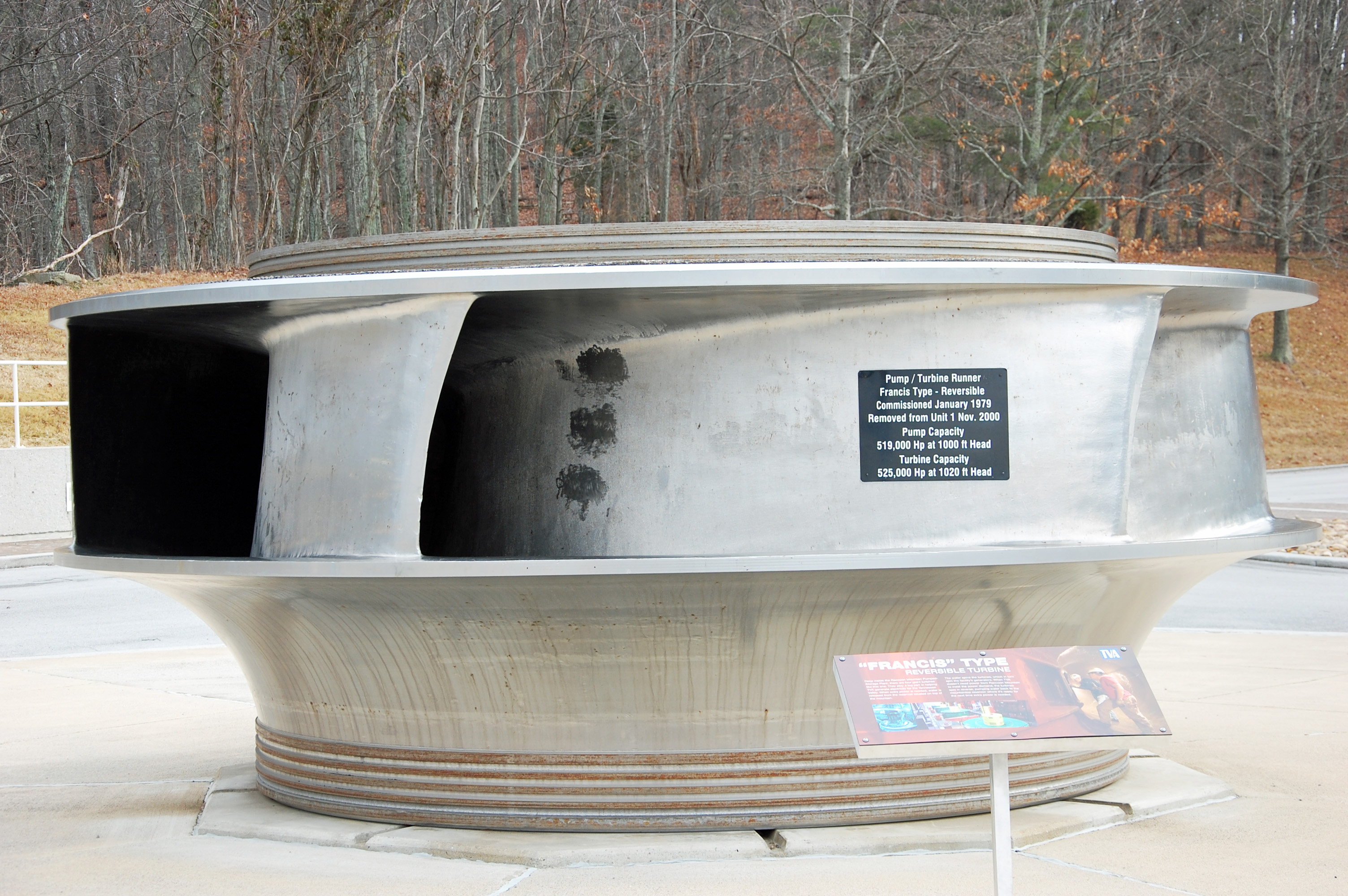
프랜시스수차

## 휴양
라쿤산에서 하이킹, 걷기, 달리기, 도로 및 산악 자전거를 즐길 수 있으며, 매년 마라톤, 하프 마라톤, 더블 하프 마라톤, 계주, 5K 및 10K 경주가 개최되고 있다.